# Plectorhinchus orientalis
Plectorhinchus orientalis és una espècie de peix de la família dels hemúlids i de l'ordre dels perciformes que es troba des de l'Àfrica oriental fins a Samoa, les Illes Ryukyu, Nova Caledònia, Palau, les Illes Carolines i les Illes Mariannes.
Els mascles poden assolir els 86 cm de longitud total.